# Carla Maffioletti
Carla Maffioletti (Porto Alegre, provavelmente em 8 de dezembro de 1980) é uma cantora de ópera brasileira que ganhou reconhecimento por ter sido uma das principais sopranos de André Rieu.

## Biografia

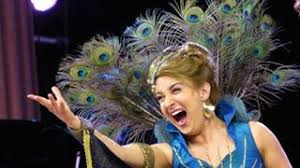
Carla Maffioletti
Soprano coloratura, violonista clássica, compositora, arranjadora e produtora musical.
Nascida em Porto Alegre, Carla Maffioletti possui as nacionalidades brasileira e italiana. Ela começou sua carreira de cantora, sob a orientação da renomada cantora lírica Neyde Thomas e graduou-se em violão clássico na Universidade Federal do Rio Grande do Sul (UFRGS), Brasil. Com 15 anos de idade Carla viajava em turnê pelo Brasil e América do Sul com o pioneiro conjunto de violões Camerata Consort. De 1998 a 2000 estudou ópera e Música de Câmara  com a professora  Mya Besselink no Conservatório de Maastricht, na Holanda, onde vive desde então. Nos últimos anos esteve  sob a orientação da famosa  soprano  americana Reri Grist, depois de uma participação bem sucedida no festival  Münchner Singschule Festival, em Munique, Alemanha no verão de 2000.
Desde 2002, ela é solista  do famoso violinista André Rieu e sua Orquestra Johan Strauss,  executando memoráveis interpretações de árias de ópera e operetta como  Olympia ( a boneca em Contos de Hoffmann, Adele (O Morcego), Sylvia (A Princesa das Csárdás), Gretel (João e Maria), entre outros. Com o André Rieu, Carla viajou em concertos pelo mundo e cantou em lugares como o Radio City Hall (Nova York), Waldbühne (Berlim), Palácio Schönbrunn (Viena), Praça Vrijthof (Maastricht) Olympic Park (Seoul) e Fórum Internacional (Tóquio ) e Centro de Roger (Toronto), e gravou inúmeros  CDs e DVDs que muitas vezes são transmitidos por canais de TV mais importantes em vários países.
Durante a temporada 2009-2011 Carla foi contratada pelo Teatro de Ópera de  Gießen na Alemanha, onde cantou  papéis como Papagena e Rainha da Noite (Flauta Mágica), Carolina (Il Matrimonio Segreto), Olympia (Contos de Hoffmann), Marja (Der Revisor ), Raven (Sigurd, the Dragon Slayer), Valencienne (A Viúva Alegre), Barbarina (As Bodas de Figaro), Meroë (Die Großmütige Tomyris) e Maria-Luisa (Goya).
Em 2013 Carla Maffioletti foi contratada pelo Theatro de ópera de  Lucerna na Suíça para o papel de Scintilla na ópera Satyricon de  Bruno Maderna, considerado o papel com a tessitura vocal mais aguda já escrito para um soprano coloratura, onde é necessário emitir vários Si bemois (acima do Fá da rainha da Noite de Mozart).
Além de seus compromissos de ópera recentes, Carla cantou papéis como Rossignol  (L'Enfant et les sortilèges), Frasquita (Carmen), Angelique (Angelique), Inah (A Boiúna), sob a direção de Ed Spanjaard, Stulen Janeiro, Delamboye Enrico, Pleijers Emmanuel, Bellardi Tulio, CB Antônio Cunha, Bressan Ion e Marcelo Viotti.
Desde 2007 faz parte, como violonista, do  conjunto de Bandolins "The Syrings" sob a direção de Annemie Hermans.
E em setembro de 2012, Carla produziu e lançou seu primeiro álbum solo "Blue Bird", onde canta árias de ópera, opereta, canções brasileiras, compositores como Puccini, Bellini, Delibes, Villa-Lobos, De Falla, entre outros. Os arranjos são todos originais e feitos por Carla em colaboração com Annemie Hermans para o Conjunto de bandolins  "The Strings" e convidados especiais da Orquestra Johan Strauss de A. Rieu, e tem duas faixas mostrando Carla como violonista,  na famosa Cavatina de Stanley meyers do filme O Franco Atirador e acompanhando a linda canção brasileira Azulão de Jayme Ovalle, que leva o títilo de seu álbum, Blue Bird.
No Brasil, Carla Maffioletti gravou 3 Cds importantes, Erudito I, com canções de Radamés Gnattali, Murilo Furtado e outros, Tudo Muda com canções de Flávio Oliveira e a primeira gravação da ópera A Boiúna de Walter Schultz Porto Alegre.
Além de suas atividades musicais, Carla participou de  em peças teatrais, entre eles estão Medea, onde recebeu o prêmio de melhor trilha sonora original por sua composição, os premiados musicais Sentimental Journey e Jacobina - Uma balada Para O Cristo Mulher.
De ascendência italiana e neerlandesa,quando era criança começou a tocar violino para depois mudar para guitarra clássica. Seus talentos eram tão notáveis que no início de sua adolescência ela já excursionava por todo o Brasil. Na universidade iniciou aulas de canto e rapidamente desenvolveu sua voz.
Multilingüística, Carla decidiu estudar canto no conservatório de música Conversatorium Maastricht, em Maastricht, nos Países Baixos, assim como fez sua amiga, Carmen Monarcha. Quando estudava na academia, ela chamou a atenção de André Rieu, que a contratou como vocalista para sua Johann Strauss Orchestra.

## Discografia

### Álbuns solo
- 2012 - Blue Bird - CD
- 2018 - Sentimental - CD

### Álbuns split
- 1996 - A Música de Porto Alegre - Erudito I - CD

### Participações
Walter Schültz Portoalegre
- 2001 - Boiúna – A Lenda da Noite - CD

Flávio Oliveira
- 2002 - Tudo Muda - CD

André Rieu
- 2003 - Romantic Paradise - CD-DVD
- 2004 - Live in Tuscany - CD
- 2004 - Der Fliegende Holländer - CD-DVD
- 2005 - Christmas Arround the World - CD-DVD
- 2005 - The Homecoming! Songs From My Heart - CD-DVD
- 2006 - At Schönbrunn, Vienna - CD-DVD
- 2006 - New York Memories - CD-DVD
- 2007 - In Wonderland - CD-DVD
- 2007 - Live in Vienna - DVD
- 2009 - Ich hab’ mein Herz in Heidelberg verloren - CD-DVD
- 2009 - Live in Maastricht 3 - DVD
- 2009 - You’ll Never Walk Alone - CD
- 2012 - December Lights - CD
- 2012 - Home for Christmas - DVD
- 2012 - Under The Starts - Live in Maastricht V - CD-DVD
- 2012 - André Rieu Happy Birthday 25 years  DVD
- 2012 - André Rieu live in Brazil DVD
- 2013 - André Rieu A coroation Amsterdam DVD
- 2013 - Andre Rieu amigos para sempre DVD
- 2014 - André Rieu love in Venice  DVD

Mannenkoor St. Caecilia
- 2011 - Un Incontro Musicale

### Vagner Cunha
- 2014 - Metaphisica Sinfonia Coral - CD-DvD

### Camerata Ontoarte
- 2016 - Camerata ontoarte e Carla Maffioletti, 2° edição - CD
- 2018 - Camerata ontoarte e Carla Maffioletti, Esistendo-te, CD

### Carla Maffioletti & Jutta Maria Bönhert
- 2020 - Almeh Luz - Les Chemins de l' amour - CD
- 2020 - Almeh Luz - Christmas - CD

## Prêmios e indicações

### Prêmio Açorianos
| Ano  | Categoria          | Indicação                                            | Resultado |
| ---- | ------------------ | ---------------------------------------------------- | --------- |
| 2014 | Intérprete Erudito | Carla Maffioletti                                    | Indicado  |
| 2014 | Álbum Erudito      | Turnê Brasil (com Camerata OntoArte Recanto Maestro) | Indicado  |